# IC 3799
IC 3799 est une vaste galaxie spirale vue par la tranche et située dans la constellation du Corbeau. Sa vitesse par rapport au fond diffus cosmologique est de 4 030 ± 25 km/s, ce qui correspond à une distance de Hubble de 59,4 ± 4,2 Mpc (∼194 millions d'al). Cette galaxie a été découverte par l'astronome américain Herbert Alonzo Howe en 1899.
La classe de luminosité de IC 3799 est IV et elle présente une large raie HI.

À ce jour, cinq mesures non basées sur le décalage vers le rouge (redshift) donnent une distance de 65,420 ± 7,594 Mpc (∼213 millions d'al), ce qui est à l'intérieur des valeurs de la distance de Hubble.

## Groupe deMCG-2-33-17
Selon A.M. Garcia, IC 3799 est membre du groupe de MCG -2-33-17. Ce groupe de galaxies comprend au moins 9 membres. Les sept autres galaxies du groupe sont NGC 4756, MCG -3-33-35, MCG -2-33-36, PGC 43408, PGC 43489, PGC 43720 et PGC 43823.